# Heliconia robertoi
Heliconia robertoi är en enhjärtbladig växtart som beskrevs av Abalo och G.Morales. Heliconia robertoi ingår i släktet Heliconia och familjen Heliconiaceae. Inga underarter finns listade.